# 黄家寨镇
黄家寨镇，是中华人民共和国青海省西宁市大通回族土族自治县下辖的一个乡镇级行政单位。

## 行政区划
黄家寨镇下辖以下地区：
黄东社区、青铝社区、东柳村、黄东村、黄西村、上陶村、下陶村、上赵村、下赵村、许家寨村、杨家寨村、阿家村、陈家村、大哈门村、平地庄村、平乐村、上柴村、下柴村、索家村、寺尔庄村、台台村和兴太村。